# 蒂姆·斯卡爾克
蒂姆·斯卡爾克（德語：Tim Skarke；1996年9月7日—）是一位德國足球運動員，在場上的位置是翼鋒。現効力德甲球隊柏林联盟。